# جسر ألبرت (لندن)
جسر ألبرت هو جسر يقع فوق الجانب المعرض للمد من نهر التيمز، يربط بين تشيلسي في وسط لندن شمالًا، وضفة باترسي اليسرى من جنوبًا. صممهُ وبناه رولاند ماسون أورديش عام 1873 ليكون جسرًا مدعومًا بالكوابل بتصميم معدل على نظام أورديش-لو فيوفر. ثبت أن هيكل الجسر غير سليم، لذا أدرج السيد جوزيف بازالجيت بعض تصاميم الجسر المعلق في الفترة 1884-1887. أضاف مجلس لندن الكبرى دعامات خرسانية، ما أدى إلى تحويل القطعة المركزية إلى جسر ذو كمرات. لذلك، البرج الحالي هو مزيج بين ثلاثة تصاميم مختلفة. وهو بناء مدرج في الدرجة الثانية من هيئة التراث الإنجليزي.
بناه جيفري ماركس، ليكون جسر برسم مرور، لكنه لم ينجح تجاريًا. نافس دايفيد جاكوبس على ملكيته. وصفت جريدة ذا تايمز ادعاءات دايفيد بالملكية بأنها «زائفة، وسخيفة وغير صحيحة بوضوح». تحول إلى ملكية عامة بعد ست سنوات من افتتاحه وأُلغيت الرسوم. وبقيت مقصورات رسوم المرور في مكانها وهي المثال الوحيد المتبقي لمقصورات رسوم الجسور في لندن. سُمي «السيدة المرتعشة» لأنه يميل إلى الاهتزاز عندما يمر فوقه العديد من الأشخاص، يوجد في مدخل البرج لافتات لتحذير القوات العسكرية لتقليل حدة خطواتهم عند عبور الجسر.
يتضمن طريقًا بعرض 8.2 مترًا فقط، وضعفًا هيكليًا خطيرًا، لم يكن مؤهلًا لعبور السيارات في القرن العشرين. رغم تحذيرات إصلاحه أو هدمه، بقي جسر ألبرت متاحًا لمرور السيارات طول فترة وجوده، باستثناء توقفه بعض الفترات من أجل الإصلاحات. هو أحد جسرين فقط يمران فوق نهر التيمز وسط لندن دون بديل، الجسر الثاني هو جسر البرج. لم يمنع الدعم الذي قام به بازالجيت ومجلس لندن الكبرى استمرار تدهور هيكل الجسر. اتُبِعت إجراءات مرورية حازمة على الجسر لتقليل استخدامه وإطالة عمره. أصبح ثاني أقل جسر في الازدحامات المرورية يقع على نهر التيمز، إذ يحتل جسر ساوثوورك المركز الأول.
جُهِز بالكهرباء عام 1992 وطُلي بتصاميم ألوان غير اعتيادية لجعله أكثر وضوحًا عند ضعف الرؤية، ولتجنب أضرار السفن. زُود بـ4000  مصباح ليد لتوفير الإضاءة ليلًا وإعطائه علامة بارزة.

## تاريخ

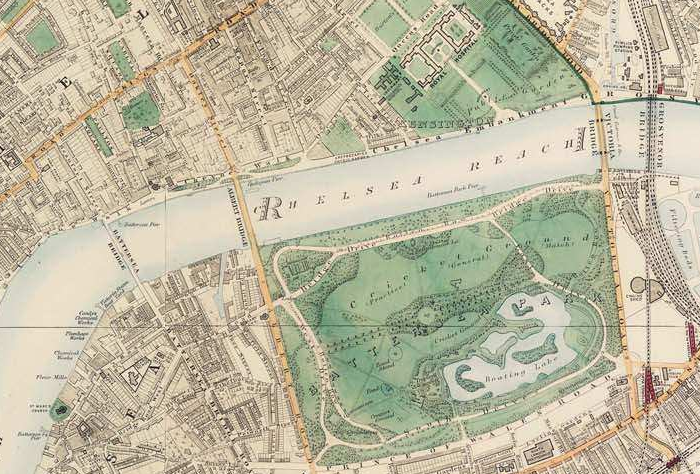
جسر ألبرت يصل بين تشيلسي وباترسي.

تقع مدينة تشيلسي التاريخية على الضفة الشمالية من  نهر التيمز حوالي 4.8 كم غرب وستمنستر، والقرية الزراعية باترسي، أمام تشيلسي على الضفة الشمالية، كانوا متصلان بجسر باترسي الخشبي في 1771.  في 1842، أوصي مفوضو الغابات بإنشاء جسر على تشيلسي لإخلاء أراضي قابلة للتطوير.

## الثقافة العامة
أدى مظهره المميز والمذهل إلى استخدامه خلفيةً للعديد من الأفلام في منطقة تشيلسي، مثل البرتقالة الميكانيكية، ومبتدئين تمامًا، والأبواب المنزلقة، ربما طفل،  وفلاك. وهو محور أغنية فرقة ذا بوغز «صباح ضبابي، جسر ألبرت» من ألبوم الفرقة «حُب وسلام 1989»